# كأس التحدي الإسكتلندي 2001–02
كأس التحدي الإسكتلندي 2001–02 (بالإنجليزية: 2001–02 Scottish Challenge Cup)‏ هو موسم من كأس التحدي الإسكتلندي ‏. كان عدد الأندية المشاركة فيه 30، وفاز فيه نادي أردريونيانز.